# CS CFR Craiova
CFR Craiova a fost un club de fotbal din România.

## Istorie
Echipa s-a înființat imediat după cel de-Al Doilea Război Mondial, în anul 1945.
În anul 2006, CFR Craiova a fuzionat cu Gaz Metan Podari, formând echipa Gaz Metan Craiova. În urma fuziunii, o ramură a echipei a refuzat desființarea, evoluând și următoarele două sezoane (2007–2008 și 2008–2009) în Liga a III-a, concomitent cu clubul nou înființat. 
Între timp, Gaz Metan Craiova a reușit promovarea în Liga a II-a, iar CFR Craiova s-a desființat din cauza lipsei de fonduri, în anul 2008.

## Palmares
Liga a III-a
- Campioană (2): 1952, 1959-1960
- Locul 3 (2): 1978-1979, 1981-1982

Liga a IV-a Dolj
- Campioană (3): 1972-1973, 2002-2003, 2006-2007

Cupa României
- Optimi de finală: 1980-1981

## Meciuri internaționale
| 1953                       |     |                     |
| Amical                     |     |                     |
| Locomotiva Craiova         | 6-1 | Strasbourg (Franța) |
| 1957                       |     |                     |
| Amical                     |     |                     |
| Botev Vrața (Bulgaria)     | 2-1 | Locomotiva Craiova  |
| Benkovski Vidin (Bulgaria) | 2-0 | Locomotiva Craiova  |

## Istorie competițională
- 1947: Divizia B; locul 13
- 1948: Divizia B; locul 13
- 1949: Divizia C Seria IV; locul 6
- 1950: Divizia C Seria IV; locul 6
- 1951: locul
- 1952: Promovată
- 1953: Divizia B; locul 8
- 1954: Divizia B; locul 11
- 1955: Divizia B; locul 11
- 1956: Divizia C Seria IV; locul 7
- 1958: Divizia C Seria III; locul 7
- 1959: Divizia C Seria III; locul 2
- 1960: Promovată
- 1961: Divizia B; locul 13
- 1962: locul
- 1963: locul
- 1964: locul
- 1965: locul
- 1966: locul
- 1967: locul
- 1968: locul
- 1969: locul
- 1970: locul
- 1971: locul
- 1972: locul
- 1973: Promovată
- 1974: Divizia C Seria VII; locul 10
- 1975: Divizia C Seria VII; locul 7
- 1976: Divizia C Seria VII; locul 13
- 1977: Divizia C Seria VII; locul 14
- 1978: Divizia C Seria VII; locul 9
- 1979: Divizia C Seria VII; locul 3
- 1980: Divizia C Seria VII; locul 11
- 1981: Divizia C Seria VII; locul 3
- 1982: Divizia C Seria VII; locul 5
- 1983: Divizia C Seria VII; locul 8
- 1984: Divizia C Seria VII; locul 5
- 1985: Divizia C Seria VII; locul 13
- 1986: Divizia C Seria VI; locul 14
- 1987: Divizia C Seria VI; locul 8
- 1988: Divizia C Seria VI; locul 16
- 1989: locul
- 1990: locul
- 1991: locul
- 1992: locul
- 1993: locul
- 1994: locul
- 1995: locul
- 1996: locul
- 1997: locul
- 1998: locul
- 1999: locul
- 2000: locul
- 2001: locul
- 2002: locul
- 2003: Promovată
- 2004: Divizia C Seria V; locul 7
- 2005: Divizia C Seria V; locul 9
- 2006: locul
- 2007: Promovată
- 2008: Divizia C Seria V; locul 10
- 2009: s-a desființat

## Stadion

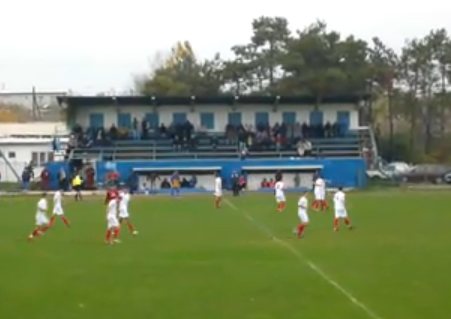
Stadionul Depou CFR

Stadionul Depou CFR este un stadion de fotbal din Craiova care este folosit de echipa CFR Craiova. Deține o capacitate de 3000 de locuri și gazon de iarbă naturală.

## Foști jucători
- Anghel Rădulescu
- Cristea Boldici
- Ionel Marius
- Cristian Giuverdea
- Florin Ispas
- Cosmin Dorian Guțu

## Foști antrenori
- Florin Ispas

## Feminin
Echipa feminină a câștigat titlul Diviziei A în sezonul 1991-92.